# Dryanassa erebactis
Dryanassa erebactis is een vlinder uit de familie van de Copromorphidae. De wetenschappelijke naam van de soort is voor het eerst geldig gepubliceerd in 1936 door Meyrick.